# Чемпионат СССР по лёгкой атлетике 1987
Чемпионат СССР по лёгкой атлетике 1987 года проходил с 16 по 19 июля в Брянске на стадионе «Десна». Город впервые в истории принимал у себя национальное первенство. Соревнования являлись финальным этапом отбора в сборную страны на чемпионат мира в Риме. На протяжении четырёх дней были разыграны 38 комплектов медалей.
Турнир, прошедший на стадионе спортклуба «Десна» Брянского машиностроительного завода, запомнился высоким уровнем организации и показанных результатов.
Главным событием чемпионата стал новый рекорд СССР, который установила Елена Белевская в женском прыжке в длину. 23-летняя спортсменка из Минска во всех шести попытках показала результаты дальше 7 метров, а лучшим стал пятый прыжок — 7,39 м. Этот результат оказался шестым в истории лёгкой атлетики: дальше прыгали только рекордсменка мира из ГДР Хайке Дрекслер (7,45 м) и Анишоара Кушмир из Румынии (7,43 м).
Был близок к всесоюзному достижению Александр Коваленко. В тройном прыжке он завоевал золотую медаль с результатом 17,77 м, всего на 1 см хуже рекорда страны.
В прыжке в высоту победы одержали супруги Авдеенко: Геннадий выиграл соревнования среди мужчин (2,29 м), а его жена Людмила вышла победительницей из противостояния с титулованной Тамарой Быковой. Для этого ей пришлось взять высоту 2,00 м — впервые в карьере.
Лучший результат в истории чемпионатов страны показал Радион Гатауллин. Он выиграл прыжок с шестом с попыткой на 5,90 м, после чего был близок к установлению мирового рекорда на высоте 6,04 м.
Двукратной чемпионкой страны стала Ольга Бондаренко, выигравшая дистанции 3000 и 10 000 метров. Кроме того, она выступала в беге на 1500 метров, где финишировала на пятом месте в финале с результатом 4.08,81.
В третий раз в истории чемпионатов СССР победительница на 400 метров среди женщин пробежала дистанцию быстрее 50 секунд. Этот рубеж преодолела москвичка Ольга Назарова — 49,96.
Сергей Лаевский в четвёртый раз подряд стал сильнейшим в стране в прыжке в длину. Для бегуна на 400 метров с барьерами Александра Васильева, толкателя ядра Сергея Смирнова и метательницы копья Натальи Ермолович (Коленчуковой) успех на национальном первенстве в Брянске стал третьим кряду.
В течение 1987 года в различных городах были проведены также чемпионаты СССР в отдельных дисциплинах лёгкой атлетики:
- 21—22 февраля — зимний чемпионат СССР по спортивной ходьбе (Сочи)
- 27—28 февраля — зимний чемпионат СССР по метаниям (Адлер)
- 1 марта — чемпионат СССР по кроссу (Ессентуки)
- 10 мая — чемпионат СССР по бегу на 30 км по шоссе (Москва)
- 7 июня — чемпионат СССР по спортивной ходьбе (Чебоксары)
- 7 июня — чемпионат СССР по марафону (Могилёв)
- 12 июля — чемпионат СССР по спортивной ходьбе (Новополоцк)
- 18—19 июля — чемпионат СССР по многоборьям (Таллин)

## Призёры

### Мужчины
| Дисциплина                          | Золото                                                                     | Золото             | Серебро                                                                              | Серебро            | Бронза                                                                        | Бронза             |
| ----------------------------------- | -------------------------------------------------------------------------- | ------------------ | ------------------------------------------------------------------------------------ | ------------------ | ----------------------------------------------------------------------------- | ------------------ |
| 100 м                               | Владимир Муравьёв Казахская ССР Караганда                                  | 10,26              | Виктор Брызгин Украинская ССР Ворошиловград                                          | 10,32              | Игорь Грошев РСФСР Московская область                                         | 10,34              |
| 200 м (ветер: +1,0 м/с)             | Бесик Гоциридзе Грузинская ССР Тбилиси                                     | 20,82              | Андрей Федорив Москва                                                                | 20,84              | Виталий Савин Казахская ССР Джезказган                                        | 20,90              |
| 400 м                               | Александр Курочкин Москва                                                  | 45,60              | Евгений Ломтев РСФСР Саратов                                                         | 46,49              | Александр Дебелый РСФСР Брянск                                                | 46,67              |
| 800 м                               | Андрей Судник Белорусская ССР Минск                                        | 1.45,90            | Виктор Калинкин РСФСР Пенза                                                          | 1.46,11            | Владимир Граудынь Москва                                                      | 1.46,23            |
| 1500 м                              | Леонид Масунов Украинская ССР Одесса                                       | 3.39,96            | Сергей Афанасьев РСФСР Московская область                                            | 3.40,43            | Игорь Лоторёв Москва                                                          | 3.40,69            |
| 5000 м                              | Виталий Тищенко Украинская ССР Киев                                        | 13.40,23           | Дмитрий Дмитриев Ленинград                                                           | 13.40,29           | Валерий Абрамов РСФСР Московская область                                      | 13.40,59           |
| 10 000 м                            | Валерий Абрамов РСФСР Московская область                                   | 28.41,18           | Равиль Кашапов РСФСР Брежнев                                                         | 28.41,94           | Геннадий Фишман Белорусская ССР Минск                                         | 28.43,92           |
| 3000 м с препятствиями              | Иван Дану Украинская ССР Одесса                                            | 8.35,80            | Виталий Сурин РСФСР Московская область                                               | 8.38,92            | Василий Коромыслов РСФСР Пермь                                                | 8.40,56            |
| 110 м с барьерами (ветер: −0,8 м/с) | Игорь Казанов Латвийская ССР Рига                                          | 13,44              | Сергей Усов Узбекская ССР Ташкент                                                    | 13,55              | Александр Маркин Москва                                                       | 13,56              |
| 400 м с барьерами                   | Александр Васильев Белорусская ССР Минск                                   | 48,85              | Александр Харлов Узбекская ССР Ташкент                                               | 49,65              | Владимир Будько Белорусская ССР Витебск                                       | 49,78              |
| Прыжок в высоту                     | Геннадий Авдеенко Украинская ССР Одесса                                    | 2,29 м             | Александр Котович Украинская ССР Киев                                                | 2,29 м             | Сергей Мальченко Москва                                                       | 2,27 м             |
| Прыжок с шестом                     | Радион Гатауллин Узбекская ССР Ташкент                                     | 5,90 м             | Александр Обижаев Латвийская ССР Рига                                                | 5,80 м             | Владимир Поляков Москва                                                       | 5,70 м             |
| Прыжок в длину                      | Сергей Лаевский Украинская ССР Днепропетровск                              | 8,32 м (+2,0 м/с)  | Владимир Бобылёв РСФСР Воронеж                                                       | 8,29 м (+3,0 м/с)  | Вадим Кобылянский Украинская ССР Харьков                                      | 8,20 м (+1,0 м/с)  |
| Тройной прыжок                      | Александр Коваленко Белорусская ССР Минск                                  | 17,77 м (+1,0 м/с) | Олег Сакиркин Казахская ССР Чимкент                                                  | 17,37 м (+0,2 м/с) | Николай Мусиенко Украинская ССР Днепропетровск                                | 17,23 м (−0,6 м/с) |
| Толкание ядра                       | Сергей Смирнов Ленинград                                                   | 21,10 м            | Вячеслав Лыхо РСФСР Московская область                                               | 20,96 м            | Михаил Костин Белорусская ССР Могилёв                                         | 20,80 м            |
| Метание диска                       | Владимир Зинченко Украинская ССР Запорожье                                 | 66,12 м            | Дмитрий Ковцун Украинская ССР Киев                                                   | 66,06 м            | Георгий Колноотченко Белорусская ССР Минск                                    | 64,00 м            |
| Метание молота                      | Юри Тамм Украинская ССР Киев                                               | 82,02 м            | Беньяминас Вилуцкис Литовская ССР Клайпеда                                           | 78,06 м            | Василий Сидоренко РСФСР Волгоград                                             | 77,86 м            |
| Метание копья                       | Виктор Евсюков Казахская ССР Алма-Ата                                      | 82,72 м            | Юрий Жиров РСФСР Московская область                                                  | 80,66 м            | Николай Косянок Белорусская ССР Гродно                                        | 80,20 м            |
| Эстафета 4×100 м                    | Москва Алексей Пучков Андрей Шляпников Вадим Давыдов Андрей Федорив        | 39,68              | Казахская ССР · Айдар Абдульдин · Виктор Иванов · Владимир Муравьёв · Виталий Савин  | 39,69              | РСФСР · Андрей Разин · Александр Семёнов · Виктор Панов · Сергей Константинов | 40,10              |
| Эстафета 4×400 м                    | Москва Виталий Помазан Максим Марченко Олег Сингатуллин Александр Курочкин | 3.06,16            | РСФСР · Евгений Ломтев · Владимир Смеричинский · Алексей Петухов · Александр Дебелый | 3.06,30            | Ленинград Вадим Колесников Сергей Куцебо Александр Багаев Владимир Петров     | 3.07,30            |
| Эстафета 4×800 м                    | Москва Александр Шевченко Василий Матвеев Игорь Лоторёв Владимир Граудынь  | 7.12,76            | Белорусская ССР · Андрей Шиманский · Анатолий Кудин · Сергей Лапетин · Андрей Судник | 7.12,76            | РСФСР · Владимир Здобнов · Сергей Кибакин · Анатолий Миллин · Виктор Калинкин | 7.14,29            |

### Женщины
| Дисциплина                          | Золото                                                                           | Золото            | Серебро                                                                             | Серебро           | Бронза                                                                             | Бронза            |
| ----------------------------------- | -------------------------------------------------------------------------------- | ----------------- | ----------------------------------------------------------------------------------- | ----------------- | ---------------------------------------------------------------------------------- | ----------------- |
| 100 м                               | Марина Молокова РСФСР Иркутск                                                    | 11,27             | Ольга Фролова Ленинград                                                             | 11,36             | Ольга Антонова РСФСР Иркутск                                                       | 11,36             |
| 200 м                               | Наталья Герман Украинская ССР Харьков                                            | 23,25             | Наталья Ковтун РСФСР Тула                                                           | 23,27             | Галина Мальчугина РСФСР Брянск                                                     | 23,29             |
| 400 м                               | Ольга Назарова Москва                                                            | 49,96             | Мария Пинигина Украинская ССР Киев                                                  | 50,63             | Аэлита Юрченко Украинская ССР Одесса                                               | 51,12             |
| 800 м                               | Любовь Гурина РСФСР Киров                                                        | 1.57,27           | Татьяна Гребенчук Белорусская ССР Минск                                             | 1.57,89           | Любовь Кирюхина Москва                                                             | 1.58,80           |
| 1500 м                              | Татьяна Самоленко Украинская ССР Запорожье                                       | 4.06,16           | Марина Ячменёва Ленинград                                                           | 4.07,31           | Людмила Рогачёва РСФСР Ставрополь                                                  | 4.08,10           |
| 3000 м                              | Ольга Бондаренко РСФСР Волгоград                                                 | 8.53,92           | Елена Романова РСФСР Волгоград                                                      | 8.55,18           | Татьяна Самоленко Украинская ССР Запорожье                                         | 8.57,12           |
| 10 000 м                            | Ольга Бондаренко РСФСР Волгоград                                                 | 31.35,16          | Елена Жупиёва Украинская ССР Харьков                                                | 32.05,93          | Екатерина Храменкова Белорусская ССР Минск                                         | 32.15,59          |
| 100 м с барьерами (ветер: +0,7 м/с) | Ева Соколова Ленинград                                                           | 12,82             | Татьяна Решетникова Ленинград                                                       | 12,89             | Елена Политика Украинская ССР Харьков                                              | 12,93             |
| 400 м с барьерами                   | Анна Амбразене Литовская ССР Вильнюс                                             | 55,19             | Елена Филипишина РСФСР Свердловск                                                   | 55,71             | Марина Середа Украинская ССР Харьков                                               | 56,07             |
| Прыжок в высоту                     | Людмила Авдеенко Украинская ССР Одесса                                           | 2,00 м            | Тамара Быкова Москва                                                                | 1,98 м            | Галина Бригадная Туркменская ССР Ашхабад                                           | 1,94 м            |
| Прыжок в длину                      | Елена Белевская Белорусская ССР Минск                                            | 7,39 м (+0,5 м/с) | Ирина Валюкевич Белорусская ССР Минск                                               | 7,17 м (+1,8 м/с) | Елена Коконова Казахская ССР Алма-Ата                                              | 6,95 м (−0,9 м/с) |
| Толкание ядра                       | Марина Антонюк РСФСР Пермь                                                       | 19,92 м           | Татьяна Хорхулёва Белорусская ССР Минск                                             | 19,02 м           | Дангуоле Бимбайте Литовская ССР Вильнюс                                            | 18,80 м           |
| Метание диска                       | Анне Хорина Москва                                                               | 65,74 м           | Лариса Короткевич Белорусская ССР Минск                                             | 64,86 м           | Лариса Михальченко Украинская ССР Харьков                                          | 64,34 м           |
| Метание копья                       | Наталья Ермолович Белорусская ССР Могилёв                                        | 67,40 м           | Светлана Пестрецова Москва                                                          | 66,00 м           | Екатерина Сляднева Ленинград                                                       | 60,42 м           |
| Эстафета 4×100 м                    | РСФСР · Светлана Червякова · Ольга Антонова · Марина Жирова · Марина Молокова    | 43,52             | Украинская ССР · Елена Насонкина · Ирина Кот · Антонина Настобурко · Наталья Герман | 43,91             | РСФСР · Татьяна Папилина · Наталья Ковтун · Марина Владимирова · Галина Мальчугина | 44,55             |
| Эстафета 4×400 м                    | Украинская ССР · Аэлита Юрченко · Инна Евсеева · Ольга Брызгина · Мария Пинигина | 3.24,55           | Москва Елена Голешева Любовь Кирюхина А. Сатретдинова Ольга Назарова                | 3.29,63           | РСФСР · Елена Пойда · Елена Гончарова · Елена Филипишина · Марина Харламова        | 3.30,57           |
| Эстафета 4×800 м                    | РСФСР · Людмила Рогачёва · Надежда Лобойко · Ольга Нелюбова · Любовь Гурина      | 8.00,84           | Москва Галина Афонина Ирина Подъяловская Вера Додика Любовь Кирюхина                | 8.01,63           | Ленинград Татьяна Мамаева Людмила Борисова Галина Бочкаева Марина Ячменёва         | 8.10,58           |

## Зимний чемпионат СССР по спортивной ходьбе
Зимний чемпионат СССР по спортивной ходьбе прошёл 21—22 февраля в Сочи. В программе были соревнования в ходьбе по шоссе на 30 км у мужчин и 10 км у женщин.

### Мужчины
| Дисциплина      | Золото                          | Золото  | Серебро                                   | Серебро | Бронза                         | Бронза  |
| --------------- | ------------------------------- | ------- | ----------------------------------------- | ------- | ------------------------------ | ------- |
| Ходьба на 30 км | Андрей Перлов РСФСР Новосибирск | 2:07.51 | Александр Поташёв Белорусская ССР Витебск | 2:07.51 | Валерий Ярец РСФСР Новосибирск | 2:09.10 |

### Женщины
| Дисциплина      | Золото                               | Золото  | Серебро                                  | Серебро | Бронза                           | Бронза  |
| --------------- | ------------------------------------ | ------- | ---------------------------------------- | ------- | -------------------------------- | ------- |
| Ходьба на 10 км | Ольга Криштоп-Ярец РСФСР Новосибирск | 44.57,2 | Наталья Сербиненко Украинская ССР Донецк | 45.04,0 | Ирина Страхова РСФСР Новосибирск | 45.12,0 |

## Зимний чемпионат СССР по метаниям
Зимний чемпионат СССР по метаниям прошёл 27—28 февраля в Адлере на стадионе «Трудовые резервы».

### Мужчины
| Дисциплина     | Золото                                | Золото  | Серебро                                     | Серебро | Бронза                                | Бронза  |
| -------------- | ------------------------------------- | ------- | ------------------------------------------- | ------- | ------------------------------------- | ------- |
| Метание диска  | Дмитрий Ковцун Украинская ССР Киев    | 64,54 м | Евгений Бурин Ленинград                     | 62,68 м | Ромас Убартас Литовская ССР Вильнюс   | 62,34 м |
| Метание молота | Юрий Седых Москва Украинская ССР Киев | 77,78 м | Игорь Астапкович Белорусская ССР Новополоцк | 77,28 м | Сергей Алай Белорусская ССР Минск     | 77,00 м |
| Метание копья  | Лев Шатило РСФСР Московская область   | 81,14 м | Сергей Гаврась Украинская ССР Сумы          | 80,20 м | Виктор Евсюков Казахская ССР Алма-Ата | 79,30 м |

### Женщины
| Дисциплина    | Золото                                    | Золото  | Серебро                                 | Серебро | Бронза                                                        | Бронза  |
| ------------- | ----------------------------------------- | ------- | --------------------------------------- | ------- | ------------------------------------------------------------- | ------- |
| Метание диска | Галина Ермакова РСФСР Московская область  | 64,08 м | Ирина Дмитриева Казахская ССР Алма-Ата  | 61,76 м | Эллина Зверева Белорусская ССР Минск РСФСР Московская область | 60,84 м |
| Метание копья | Наталья Ермолович Белорусская ССР Могилёв | 63,50 м | Наталья Шиколенко Белорусская ССР Минск | 60,40 м | Жанна Пенькова Москва                                         | 60,28 м |

## Чемпионат СССР по кроссу
Чемпионат СССР по кроссу 1987 года состоялся 1 марта в курортном городе Ессентуки, РСФСР. Трасса была проложена по территории городского Парка культуры и отдыха. С 1987 года из программы турнира были исключены забеги на короткие дистанции (5 км у мужчин и 3 км у женщин).

### Мужчины
| Дисциплина  | Золото                  | Золото | Серебро                              | Серебро | Бронза                                | Бронза |
| ----------- | ----------------------- | ------ | ------------------------------------ | ------- | ------------------------------------- | ------ |
| Кросс 12 км | Михаил Дасько Ленинград | 35.11  | Виктор Чумаков Белорусская ССР Брест | 35.12   | Олег Стрижаков Грузинская ССР Тбилиси | 35.14  |

### Женщины
| Дисциплина | Золото                         | Золото  | Серебро                  | Серебро | Бронза                                     | Бронза  |
| ---------- | ------------------------------ | ------- | ------------------------ | ------- | ------------------------------------------ | ------- |
| Кросс 5 км | Елена Романова РСФСР Волгоград | 15.45,0 | Марина Родченкова Москва | 15.47,3 | Наталья Сорокивская Казахская ССР Алма-Ата | 15.49,4 |

## Чемпионат СССР по бегу на 30 км по шоссе
10 мая в рамках XXXVII пробега на призы газеты «Труд» были разыграны медали чемпионата СССР в беге на 30 км по шоссе. Виктор Гураль победил в мужском зачёте с новым рекордом пробега — 1:30.03.

### Мужчины
| Дисциплина | Золото                             | Золото  | Серебро                               | Серебро | Бронза                                   | Бронза  |
| ---------- | ---------------------------------- | ------- | ------------------------------------- | ------- | ---------------------------------------- | ------- |
| 30 км      | Виктор Гураль Украинская ССР Львов | 1:30.03 | Сергей Макаров Казахская ССР Алма-Ата | 1:30.09 | Николай Левданский Киргизская ССР Фрунзе | 1:30.19 |

### Женщины
| Дисциплина | Золото                                   | Золото  | Серебро                            | Серебро | Бронза                              | Бронза  |
| ---------- | ---------------------------------------- | ------- | ---------------------------------- | ------- | ----------------------------------- | ------- |
| 30 км      | Гарифа Байжанова Казахская ССР Караганда | 1:46.08 | Мария Василюк Украинская ССР Львов | 1:46.14 | Татьяна Зуева Молдавская ССР Бельцы | 1:46.16 |

## Чемпионат СССР по спортивной ходьбе
Чемпионы СССР в ходьбе на 50 км у мужчин и 10 000 м по стадиону у женщин определились 7 июня 1987 года в Чебоксарах. Представительница хозяев соревнований Елена Николаева заняла только 15-е место с результатом 47.49,4, однако смогла отметиться рекордным результатом. Первую половину дистанции она преодолела за 21.32,4, что стало новым рекордом Европы в ходьбе на 5000 метров среди женщин.

### Мужчины
| Дисциплина      | Золото                            | Золото  | Серебро                      | Серебро | Бронза                                 | Бронза  |
| --------------- | --------------------------------- | ------- | ---------------------------- | ------- | -------------------------------------- | ------- |
| Ходьба на 50 км | Вениамин Николаев РСФСР Чебоксары | 3:50.19 | Николай Фролов РСФСР Саранск | 3:54.22 | Станислав Вежель Белорусская ССР Брест | 3:55.02 |

### Женщины
| Дисциплина         | Золото                             | Золото  | Серебро                    | Серебро | Бронза                          | Бронза  |
| ------------------ | ---------------------------------- | ------- | -------------------------- | ------- | ------------------------------- | ------- |
| Ходьба на 10 000 м | Светлана Кабуркина РСФСР Чебоксары | 44.56,3 | Наталья Спиридонова Москва | 45.27,0 | Елена Родионова РСФСР Челябинск | 45.32,2 |

## Чемпионат СССР по марафону
Чемпионат СССР по марафону состоялся 7 июня 1987 года в Могилёве, Белорусская ССР. В женском забеге Екатерина Храменкова установила новое всесоюзное достижение — 2:28.20. Прежний рекорд превысила и Елена Цухло, ставшая второй. Уровень остальных результатов также был довольно высоким: двое мужчин и десять женщин превысили норматив мастера спорта международного класса.

### Мужчины
| Дисциплина | Золото                       | Золото  | Серебро                                 | Серебро | Бронза                      | Бронза  |
| ---------- | ---------------------------- | ------- | --------------------------------------- | ------- | --------------------------- | ------- |
| Марафон    | Равиль Кашапов РСФСР Брежнев | 2:12.43 | Игорь Браславский Украинская ССР Одесса | 2:12.53 | Юрий Поротов РСФСР Кемерово | 2:13.14 |

### Женщины
| Дисциплина | Золото                                     | Золото  | Серебро                           | Серебро | Бронза                                 | Бронза  |
| ---------- | ------------------------------------------ | ------- | --------------------------------- | ------- | -------------------------------------- | ------- |
| Марафон    | Екатерина Храменкова Белорусская ССР Минск | 2:28.20 | Елена Цухло Белорусская ССР Минск | 2:28.53 | Люция Беляева РСФСР Московская область | 2:30.25 |

## Чемпионат СССР по спортивной ходьбе
Чемпионы СССР в ходьбе на 20 км у мужчин и 10 км по шоссе у женщин определились 12 июля 1987 года в Новополоцке, Белорусская ССР.

### Мужчины
| Дисциплина      | Золото                           | Золото  | Серебро                                | Серебро | Бронза                        | Бронза  |
| --------------- | -------------------------------- | ------- | -------------------------------------- | ------- | ----------------------------- | ------- |
| Ходьба на 20 км | Вячеслав Иваненко РСФСР Кемерово | 1:21.28 | Франц Костюкевич Белорусская ССР Минск | 1:21.55 | Алексей Першин РСФСР Куйбышев | 1:22.42 |

### Женщины
| Дисциплина      | Золото                          | Золото  | Серебро                        | Серебро | Бронза                             | Бронза  |
| --------------- | ------------------------------- | ------- | ------------------------------ | ------- | ---------------------------------- | ------- |
| Ходьба на 10 км | Елена Николаева РСФСР Чебоксары | 44.04,0 | Вера Осипова РСФСР Новосибирск | 45.06,7 | Сада Эйдиките Литовская ССР Каунас | 45.58,0 |

## Чемпионат СССР по многоборьям
Чемпионы страны в мужском десятиборье и женском семиборье определились 18—19 июля 1987 года в Таллине на стадионе «Кадриорг». 23-летний Вальтер Кюльвет и 22-летняя Лариса Никитина впервые в карьере стали победителями национального первенства.

### Мужчины
| Дисциплина  | Золото                              | Золото    | Серебро                               | Серебро   | Бронза                             | Бронза    |
| ----------- | ----------------------------------- | --------- | ------------------------------------- | --------- | ---------------------------------- | --------- |
| Десятиборье | Вальтер Кюльвет Эстонская ССР Тарту | 8332 очка | Александр Невский Украинская ССР Киев | 8304 очка | Михаил Медведь Украинская ССР Киев | 8051 очко |

### Женщины
| Дисциплина | Золото                 | Золото     | Серебро                           | Серебро    | Бронза                             | Бронза     |
| ---------- | ---------------------- | ---------- | --------------------------------- | ---------- | ---------------------------------- | ---------- |
| Семиборье  | Лариса Никитина Москва | 6414 очков | Надежда Мироманова РСФСР Улан-Удэ | 6256 очков | Татьяна Шпак Украинская ССР Донецк | 6215 очков |